# Sergei Nailjewitsch Gimajew
Sergei Nailjewitsch Gimajew (russisch Сергей Наильевич Гимаев; baschkirisch Сергей Наил улы Ғимаев / Sergej Nail uly Ğimaev; englisch Sergei Gimayev; * 1. Januar 1955 in Pruschany, Weißrussische SSR, Sowjetunion; † 18. März 2017 in Tula, Russland) war ein sowjetischer bzw. russischer Eishockeyspieler und -trainer sowie Kommentator und Fernseh-Experte bei den russischen Sendern Rossija 2 und Sport-1. Sein Sohn Sergei Gimajew ist ebenfalls Eishockeyspieler.

## Karriere
Sergei Gimajew war der Sohn eines Militärpiloten aus Baschkirien, der nach dem Einsatz im Zweiten Weltkrieg zunächst in der Ukraine, dann in Polen und schließlich in Weißrussland stationiert war. Er fand seine Frau in der Ukraine, bekam mit ihr in Polen eine Tochter und in Weißrussland seinen Sohn Sergei. Danach war der Stationierungsort bis 1961 auf Kamtschatka und erst nach der Demobilisierung des Vaters zog die Familie nach Ufa (Baschkirische ASSR), wo die Kinder aufwuchsen.

### Anfänge in Ufa
Sergei Gimajew war ein sportliches Kind, das viele verschiedene Sportarten ausübte. Am meisten faszinierte ihn der Eishockeysport, mit dem er im Alter von elf Jahren in der Sportschule von Salawat Julajew Ufa begann. Bis ins Juniorenalter spielte er für Salawat und besuchte parallel die Abendschule des örtlichen Luftfahrtinstituts.
Später wurde er zur Roten Armee eingezogen und diente ein Monat lang in der Region Orenburg, ehe er zum Armeesportklub SKA Kuibyschew delegiert wurde. Dort trainierte und spielte er zwei Jahre lang unter Juri Moissejew. Aufgrund seiner Entwicklung dort und der gezeigten Leistungen wurde er 1976 zum ZSKA Moskau delegiert, wobei sieben andere Teams der höchsten sowjetischen Spielklasse ebenfalls Interesse an Gimajew zeigten.

### Erfolge mit dem ZSKA
Bis zu seinem Karriereende im Sommer 1986 feierte Gimajew zahlreiche nationale und internationale Erfolge, darunter neun sowjetische Meisterschaften in Folge, zwei Pokalsiege sowie drei Europapokal-Triumphe. Sein Defensivpartner beim ZSKA Moskau war über viele Jahre Alexei Alexejewitsch Woltschenkow.
Die letzte Saison seiner Karriere verbrachte er beim SKA Leningrad. In 305 Spielen in der Wysschaja Liga erreichte Gimajew insgesamt 45 Tore. Seine einzigen Länderspiele für die Sowjetunion absolvierte er 1982 beim Rudé Právo Cup und Iswestija-Pokal.

### Als Trainer und TV-Kommentator
Nach Beendigung seiner aktiven Laufbahn absolvierte er das Pädagogische Institut in Moskau und wurde Kinder- und Jugendtrainer. Unter anderem trainierte er ab 1986 die sowjetische Nachwuchs-Nationalmannschaft der Jahrgänge 1972 und 1973. Zwischen 1992 und 2006 war er zudem Direktor der ZSKA-Sportschule in Moskau. Mit der U18-Junioren-Nationalmannschaft gewann er als Assistenztrainer von Wladimir Schadrin die Goldmedaille bei der U18-Europameisterschaft 1996, wobei in der Mannschaft neun seiner Sportschüler spielten. Im Jahr 2008 gewann er als Assistenztrainer die Silbermedaille bei der U18-Junioren-Weltmeisterschaft.
Gimajew arbeitete als Kommentator und Eishockeyexperte bei den Fernsehsendern Rossija 2 und Sport-1 und spielte parallel für die Altherren-Mannschaft „Legends of USSR“. Am 18. März 2017 erlitt er während eines Spiels der Legends in Tula einen Herzinfarkt und verstarb noch am selben Tag.

## Erfolge und Auszeichnungen
- Sowjetischer Meister 1977–1985 mit dem ZSKA Moskau
- Sowjetischer Pokalsieger 1977, 1979
- Europapokal-Sieger 1979, 1980, 1983[3]
- Goldmedaille bei der Eishockey-Europameisterschaft der U18-Junioren 1996 (als Assistenztrainer)
- Orden der Ehre 2003
- Silbermedaille bei der Eishockey-Weltmeisterschaft der U18-Junioren 2008 (als Assistenztrainer)